# 苏尔坦普尔 (印度)
苏尔塔恩普尔（Sultan Pur），是印度德里South县的一个城镇。总人口11336（2001年）。

## 人口
该地2001年总人口11336人，其中男性6508人，女性4828人；0—6岁人口1718人，其中男914人，女804人；识字率68.65%，其中男性为74.63%，女性为60.58%。